# 肯尼恩男爵

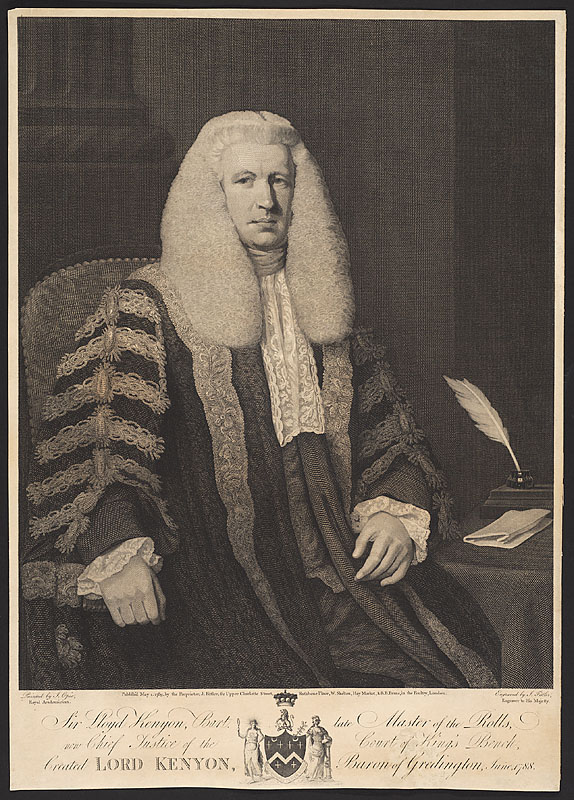
第一代肯尼恩男爵勞萊·肯尼恩

弗林特郡格雷丁頓的肯尼恩男爵（英語：Baron Kenyon），是一個大不列顛貴族爵位。爵位於1788年冊封，授予律師和法官第一代從男爵勞萊·肯尼恩爵士。勞萊·肯尼恩在冊封男爵之前，在1784年已被冊封為弗林特郡格雷丁頓的從男爵。

## 肯尼恩男爵（1788年）
- 第一代肯尼恩男爵勞萊·肯尼恩（英语：Lloyd Kenyon, 1st Baron Kenyon）（1732年－1804年）
- 第二代肯尼恩男爵佐治·肯尼恩（英語：George Kenyon, 2nd Baron Kenyon）（1776年－1855年）
- 第三代肯尼恩男爵勞萊·肯尼恩（英语：Lloyd Kenyon, 3rd Baron Kenyon）（1805年－1869年）
- 第四代肯尼恩男爵勞萊·泰瑞爾-肯尼恩（英语：Lloyd Tyrell-Kenyon, 4th Baron Kenyon）（1864年－1927年）
- 第五代肯尼恩男爵勞萊·泰瑞爾-肯尼恩（英语：Lloyd Tyrell-Kenyon, 5th Baron Kenyon）（1917年－1993年）
- 第六代肯尼恩男爵勞萊·泰瑞爾-肯尼恩（英語：Lloyd Tyrell-Kenyon, 6th Baron Kenyon）（1947年－2019年）
- 第七代肯尼恩男爵勞萊·尼古拉斯·泰瑞爾-肯尼恩（英語：Lloyd Nicholas Tyrell-Kenyon, 7th Baron Kenyon）（生於1972年）

爵位繼承人為第七代男爵之弟，亞歷山大·西蒙·泰瑞爾-肯尼恩（英語：Alexander Simon Tyrell-Kenyon）（生於1975年）。